# Martin Schiller
Martin Schiller (Vienna, 8 marzo 1982) è un allenatore di pallacanestro austriaco.

## Palmarès

### Squadra
- Campionato lituano: 1

Žalgiris Kaunas: 2020-21
- Coppa di Lituania: 1

Žalgiris Kaunas: 2020-21

### Individuale
- Dennis Johnson Coach of the Year Award (2020)